# Jean Renard (auteur-compositeur)
Pour les articles homonymes, voir Jean Renard et Renard (homonymie).
 (octobre 2015).
Si vous disposez d'ouvrages ou d'articles de référence ou si vous connaissez des sites web de qualité traitant du thème abordé ici, merci de compléter l'article en donnant les références utiles à sa vérifiabilité et en les liant à la section « Notes et références ».
Jean Renard, né le 4 décembre 1933 à Provins, est un auteur-compositeur, réalisateur artistique et producteur français.
Il a écrit de nombreux succès de la chanson française.

## Biographie

### Enfance et début[1]
Enfant, Jean Renard se passionne pour la musique. Il s'instruit à l'harmonica, pipeau, clarinette et piano. À 16 ans, il abandonne ses études et travaille avec son père dans l'entreprise de peinture familiale. Durant cette période, il compose sa première chanson nommé Roseline qu'il soumet à l'éditeur Rudi Revil, qui la propose à un chef d'orchestre allemand. La chanteuse Brenda Lee, finalement, l'enregistre sous le titre Losing You en 1963. Adaptée en français, la chanson, interprétée par Tino Rossi et/puis Colette Deréal, devient Connais-tu ? et par Maria Candido Mon ange.
Il est chef d'orchestre durant son service national. Libéré de ses obligations militaires, il devient photographe. Jean Renard s'installe à Paris et membre d'un orchestre, il devient chanteur (lorsqu'il fallut remplacer le titulaire du poste). L'orchestre se produit dans des cabarets parisiens. Durant cette période, il continue à écrire des chansons. L'éditeur Rolf Marbot lui conseille de les interpréter lui-même.

### Carrière[1]
Jean Renard auditionne alors dans plusieurs maisons de disques. En 1960, il signe un contrat avec la maison de disque Polydor, sous le pseudonyme de Big Twist, il y enregistre deux disques. Le succès n'est pas au rendez-vous et dès l'année suivante, l'auteur compositeur interprète, se produit dans divers cabarets, sous son véritable nom.
En 1963 (année du succès de Brenda Lee), Françoise Hardy enregistre le titre Le Premier Bonheur du jour, écrit par Jean Renard. Quatre autres de ses chansons sont également enregistrées par Colette Deréal : À la gare Saint Lazare (paroles Pierre Delanoë), Ceux qui s'aiment depuis longtemps, Un ange et Le Tyrolien ; alors que Les Compagnons de la chanson gravent Le Clown et l'Enfant triste.
Mathé Altéry, Yolanda Lisi, Monty, John William, Nancy Holloway, ou encore Eddy Mitchell comptent également comme ses premiers interprètes.
Jean Renard quitte Polydor pour Pathé-Marconi. Tout en continuant à se produire sur scène, il compose des musiques qui, plus tard, feront des chansons.
Produit par Petula Clark, il enregistre chez Barclay, en 1966 deux disques ; alors que la chanteuse grave Absent pour raison d'amour (1966), Tu ne joues plus et Rêve (en 1969), trois titres de Jean Renard.
Grâce à son éditeur Francis Dreyfus, Jean Renard fait la connaissance de Gilles Thibaut. Du parolier, il met en musique le texte Par amour, par pitié, voulant l'enregistrer lui-même prochainement. Mais l'éditeur souhaite qu'elle le soit par une vedette, on pense à Johnny Hallyday, un rendez-vous est pris dans un studio parisien, où le hasard veut que Sylvie Vartan achève l'enregistrement d'un disque. Hallyday ne vient pas et à sa demande, Jean Renard joue la chanson pour Vartan. Séduite, elle souhaite l'enregistrer sans attendre (après avoir déclaré « qu'elle n'était pas pour Johnny »). C'est encore la chanteuse, qui demande à Jean Renard de réaliser l'enregistrement. C'est ainsi que l'auteur compositeur commence une carrière de directeur artistique.
Jean Renard va travailler sept années aux côtés de Sylvie Vartan, lui écrivant nombres de chansons, parmi lesquelles : Deux minutes trente-cinq de bonheur (1967 - titre auquel participe Carlos), La Maritza, Irrésistiblement (1968), Le roi David (1969)...
Le succès de Par amour, par pitié marque le début d'une fructueuse collaboration entre Jean Renard et Gilles Thibaut. Ensemble, ils vont écrire pour Claude François Dans une larme, Pardon (1967), Après Tout (1968), Petit Jésus (1969), Timoléon (1976) ; Jean Renard écrit également pour le chanteur, en collaboration avec Eddy Marnay, Mon mensonge et ma vérité (1972).
Sylvie Vartan présente Jean Renard à Johnny Hallyday en 1968. Cette année-là, l'album Rêve et amour compte deux titres du compositeur : Entre mes mains et Dans ma vie (paroles Georges Aber). Entre mes mains est la première chanson signée Renard-Thibaut pour Johnny Hallyday, d'autres vont suivre, neuf au total, dont Que je t'aime en 1969, qui s'inscrit parmi les plus grands succès du chanteur et Ceux que l'amour a blessés (1970).
1970 est l'année où Jean Renard devient le directeur artistique de Johnny Hallyday. En 1973, il réunit en duo et en studio le couple Vartan-Hallyday, pour lequel il compose J'ai un problème qui devient un grand succès.
Toujours en 1970, sur l'insistance de Sylvie Vartan, Jean Renard devient le producteur de Mike Brant et écrit son premier succès : Laisse-moi t'aimer et Parce que je t'aime plus que moi. Un album suivra...
Deux ans plus tard, sans que Jean Renard en soit informé, Mike Brant accepte l'invitation de Dalida de participer au spectacle qu'elle donne à l'Olympia de Paris. Le producteur pense que le chanteur n'est pas prêt pour l'évènement et par téléphone lui donne le choix entre renoncer à l'Olympia ou renoncer à leur collaboration. Mike Brant opte pour l'Olympia. Jean Renard se sépare alors du chanteur et abandonne ses parts de producteur à son associé Gérard Tournier.
Le 23 avril 1975, deux jours avant la disparition du chanteur (survenue le vendredi 25 avril 1975), les deux hommes se rencontrent dans un studio d'enregistrement, se réconcilient et envisagent de retravailler ensemble.
Après la mort de Mike Brant, en 1975, Jean Renard abandonne la production et met fin à sa collaboration avec Sylvie Vartan et Johnny Hallyday (pour le chanteur il compose encore quelques chansons en 1979, à l'occasion de son spectacle L'Ange aux yeux de laser - mis en scène par Bernard Lion - ainsi qu'en 1982 pour le show Fantasmhallyday que Jean Renard met lui-même en scène au Palais des sports de Paris).
Jacques Marouani lui présente la chanteuse Jeane Manson, dont il devient le producteur. En 1976, paraissent les titres Avant de nous dire adieu et La Chapelle de Harlem (les textes sont de Michel Mallory). Leur collaboration cesse en 1981 du fait de désaccords et Jean Renard cède à CBS les bandes, comme précédemment il l'a fait pour les bandes de Mike Brant.
Jean Renard compose le générique français de la série télévisée Dallas en 1979, puis de Rémi sans famille (1981) et Amour, Gloire et Beauté en 1990.
En 1984, il écrit et réalise le spectacle d'inauguration du Palais omnisports de Bercy, avec 1200 figurants, 40 chevaux et 620 musiciens : Le 40e anniversaire du débarquement.
En 1985, Jean Renard écrit un traité sur la musicothérapie et fonde un institut à Provins. Il produit également plusieurs spectacles : Son et lumière en 1987 et Ville en fête en 1988.
En 1995, il participe à l'album d'Alain Delorme Rebelle et sauvage et écrit pour la fille de Jeane Manson, Jennifer.
En 1998, Victoria, une chanteuse âgé de 13 ans, se fait remarquer avec Le Désir de chanter et Le Saint-Laurent coule à Paris, deux compositions de Jean Renard.
En 2009, la chanson Mais dans la lumière, qu'il avait composée pour Mike Brant, est samplée par Eminem pour la chanson Crack a Bottle, extraite de son album Relapse (2009). Jean Renard y est crédité en tant que l'un des compositeurs du titre.
En 2014, Jean Renard rencontre Stéphan Rizon, lauréat de la première édition de The Voice et devient son producteur. Il écrit la majorité des titres de l'album qu'il réalise. L'opus sort en 2015. Cette même année, Jean Renard achève son opéra-rock Gospel Story, sur lequel il travaille depuis dix ans et pour lequel il a écrit seize nouvelles chansons et cinq ballets.
Entre 1960 et 2015 Jean Renard a écrit quelque 1200 chansons et fait vendre plus de 120 millions de disques[réf. nécessaire]. Il a reçu le Grand Prix Sacem de la Chanson française en 2001 et la Médaille d'Honneur de la Sacem en 2008 pour ses 50 ans de carrière[réf. nécessaire].

## Compositions (pour...)

### Sylvie Vartan
(nota : pour les titres marqués d'un (*), les paroles sont de Gilles Thibaut)
- 1966 : Par amour, par pitié (*)
- 1967 : 2'35 de bonheur (avec Carlos) (paroles de Frank Thomas et Jean-Michel Rivat)
- 1968 : La Maritza (paroles de Pierre Delanoé)
- 1969 : Le Roi David
- 1973 : Non je ne suis plus la même
- 1973 : J'ai un problème (duo avec Johnny Hallyday) (paroles de Michel Mallory)

### Johnny Hallyday
(nota : pour les titres marqués d'un (*), les paroles sont de Gilles Thibaut)
- 1968 : Entre mes mains (*), Dans ma vie (album Rêve et amour)
- 1969 : Caché derrière mes poings (*) (album live Que je t'aime) - Que je t'aime (*) (super 45 tours) - Les hommes qui n'ont plus rien à perdre (participation vocal de Johnny Hallyday sur cette chanson de Sylvie Vartan - 45 tours)
- 1970 : Ceux que l'amour a blessés (*) (45 tours) - Au nord des îles de Shetland (*) (inédit jusqu'en 1993) - La chanson du roumain (inédit jusqu'en 1993)
- 1973 : J'ai un problème (duo avec Sylvie Vartan) (paroles de Michel Mallory)
- 1973 : Comme un corbeau blanc (*) (album Insolitudes)
- 1974 : Je t'aime, je t'aime, je t'aime, Prends ma vie (album Je t'aime, je t'aime, je t'aime) - Sables mouvants (*) (inédit jusqu'en 2012)
- 1979 : Johnny concerto (instrumental), L'ange aux yeux de laser (*), Comme le soleil, Moi je t'aime (*) (album live Pavillon de Paris : Porte de Pantin)
- 1982 : La Peur (album La Peur) - Fantasmhallyday (instrumental), Fantasmes, Le grand banquet (album live Palais des sports 82)

### Mike Brant
- 1970 : Laisse-moi t'aimer
- 1970 : Parce que je t'aime plus que moi
- 1971 : Mais dans la lumière
- 1971 : À corps perdu
- 1971 : Nous irons à Sligo

### Jeane Manson
- 1976 : Avant de nous dire adieu
- 1976 : Les Larmes aux yeux (avec Christian Delagrange)
- 1977 : La Chapelle de Harlem
- 1979 : J'ai déjà vu ça dans tes yeux
- 1979 : Fly to New-York City
- 1979 : Vis ta vie

### Claude François
- 1967 : Dans une larme
- 1967 : Pardon
- 1968 : Après-tout
- 1969 : Petit Jésus
- 1972 : Mon mensonge et ma vérité
- 1976 : Timoléon

### Autres
(Nota : liste non exhaustive)
- Brenda Lee Losing You (1963)
- Tino Rossi Connais-tu ? (?)
- Françoise Hardy Le premier bonheur du jour (1963)
- Colette Deréal Connais-tu ? (?) - À la gare Saint-Lazare (?), Ceux qui s'aiment depuis longtemps (?), Un ange (?), Le tyrolien (?)
- Maria Candido Mon ange (?)
- Les Compagnons de la Chanson Le clown et l'enfant triste (1968)
- Mathé Altéry Quand on s'aime (?)
- Nancy Holloway C'est pas comme ça (?), Vas-y, mais vas-y donc (?)
- Yolanda Lisi Ce n'est pas ça l'amour (?)
- Eddy Mitchell Tu vas rentrer chez toi (1964), Je t'en veux d'être belle (1965), Les filles d'Irlande (1966)
- Monty : Ça te fait rire
- Régine La Famille animal (1969)
- Dick Rivers Pas très jolie (1969), Brother Jack (1972)
- Herbert Léonard Pour être sincère, Mère, Il neigeait sur le Danube bleu (1969)
- Marcel Amont Monsieur (1970)
- Séverine C'est la vie (1970)
- Mireille Mathieu Mon bel amour d'été (1969), Toi moi, nous (1971)
- John William Répondez-nous seigneur (?), En suivant notre amour (?)
- Rika Zaraï C'est ça la France (1973), Va tu verras (1974), Viens danser (1976)

## Jean Renard chanteur (discographie)
1961 :
- super 45 tours (?), (sous le pseudonyme de Big Twist) : Rocket bye bye, T'es plus la même, C’est ta petite sérénade, Oh ! Sauve-moi
- super 45 tours Polydor 21846, (sous le pseudonyme de Big Twist) : Sacré Big Twist, Roule roule mon cœur, Violetta, Pour l’amour de toi
- super 45 tours Polydor 21729 : Allez (Quand je serai marin), Connais-tu ?, Sache bien, On s’en fout
- super 45 tours Polydor 21730 : Jouez trompettes, Lutins et lutines, Quand je sors de ma coquille, Tout ça c’est du vent

1962 :
- super 45 tours Polydor 21784 : Sainte-Marie, Les couleurs de l’amour, Tant qu’il y aura, Toi qui rêvais
- super 45 tours Polydor 21853 : En suivant notre amour, Le temps de la sérénade, Un moral de plomb, Faisons la paix
- super 45 tours La voix de son maître EGF697 : Jette-toi à l’eau, Si je comprends bien, Oô Wah Oô Wah, On n’aime pas les nouveaux
- super 45 tours Barclay 70949 : Raconte-moi, Je cherche quelqu'un qui te ressemble, Le mouron, Une Ombre dans la nuit